# Гидродинамическая устойчивость
Теория гидродинамической устойчивости — раздел гидродинамики и теории устойчивости, изучающий условия, при которых теряется устойчивость различных состояний и течений жидкости.

## Общие сведения
Под устойчивостью в гидродинамике понимается затухание начальных возмущений. Возмущения — некоторая добавка к основным физическим величинам (в первую очередь, скорости жидкости и давления, но можно рассматривать также и возмущения других полей — температуры, магнитного поля и т. д.). Если рассматривается эволюция возмущений во времени, то рассматривается задача о темпоральной устойчивости, если вдоль некоторого направления в пространстве (например, вдоль трубы), то пространственной устойчивости.
Если возмущения растут в данной точке жидкости со временем, но течением сносятся так, что в каждой конкретной точке пространства нет растущих возмущений, то говорят, что это конвективная неустойчивость, если же и в какой-то точке возмущения растут, то это абсолютная неустойчивость.

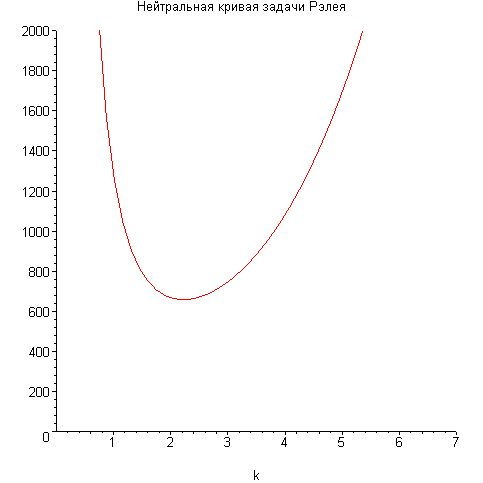
нейтральная кривая задачи Рэлея о конвекции

Обычно течение (или покой) жидкости зависит от какого-то параметра (число Рейнольдса для течения, число Рэлея или Грасгофа для конвекции). Тогда имеет смысл рассматривать критическое значение этого параметра (порог устойчивости), выше которого начинается развитие возмущений. При этом возмущения сами описываются некоторыми свойствами — например, формой, амплитудой и т. п. Графическое изображение зависимости порога от параметров возмущения (обычно от волнового числа или физических параметров, например, числа Прандтля или числа Соре) называется нейтральной кривой. К примеру, в таких задачах, как течение Пуазейля, неустойчивость Рэлея — Тейлора, неустойчивость Кельвина — Гельмгольца, конвекция Рэлея — Бенара, конвекция в вертикальном слое и др., основной интерес представляет поиск границы хаотизации, либо нарушения равновесия, в системе. В упомянутых случаях строится зависимость критического значения управляющего параметра (при возмущения становятся незатухающими) от длины волны возмущения.

## Линейный анализ
Линеаризация плоского течения приводит к уравнению Орра — Зоммерфельда.

## Известные результаты
Исследованные течения:
- Течение Пуазейля в цилиндре и между параллельными плоскостями
- Течение Куэтта
- Течение Тейлора
- Течение в пограничном слое

Известные неустойчивости в гидродинамике (см. тж. List of hydrodynamic instabilities):
- Неустойчивость Рэлея — Тейлора
- Неустойчивость Рихтмайера — Мешкова
- Неустойчивость Кельвина — Гельмгольца
- Неустойчивость Рэлея — Плато
- Гиротурбулентная неустойчивость
- Магниторотационная неустойчивость
- Неустойчивость плазмы (см. Проблема устойчивости плазмы)

## Учёные, занимавшиеся гидродинамической устойчивостью
- Осборн Рейнольдс — первый исследователь экспериментальными методами.
- Линь Цзя-Цзяо — первый, получивший критическое число Рейнольдса для плоского течения Пуазейля теоретически.
- Субраманьян Чандрасекар
- Ольга Ладыженская — математическая теория гидродинамической устойчивости